# Яттара, Ибрагим
Ибрагим Яттара (фр. Ibrahima Yattara; 3 июня 1980, Комсар, Гвинея) — гвинейский футболист, полузащитник. Выступал за национальную сборную Гвинеи.

## Биография
Начал футбольную карьеру на родине в Гвинее с командами «Минеурс Сангареди» и «Атлетико Колеа» из Конакри. Летом 2000 года перешёл в бельгийский «Антверпен». В июле 2003 года перешёл в турецкий «Трабзонспор» за 300 тысяч евро. Зимой 2009 года в СМИ ходила информация, что якобы Яттара перейдёт в «Реал Мадрид».
За национальную сборную Гвинеи провёл 35 матчей и забил 11 мячей. Выступал на Кубке африканских наций в 2004 и 2006 годах в Тунисе и Египте.
Его брат, Наби Яттара, также профессиональный футболист.